# Ángel Berlanga
Ángel Luis Viña Berlanga (Madrid, 24 febbraio 1987) è un ex calciatore spagnolo, di ruolo difensore.

## Carriera
Il 1º luglio 2013 viene acquistato a titolo definitivo dalla squadra neozelandese dell'Auckland City.

## Palmarès

### Club

#### Competizioni internazionali
- OFC Champions League: 7

Auckland City: 2010-2011, 2011-2012, 2013-2014, 2014-2015, 2016, 2017, 2022

#### Competizioni nazionali
- Campionato neozelandese: 5

Auckland City: 2013-2014, 2014-2015, 2017-2018, 2019-2020, 2022